# Oplopomus
Oplopomus is een geslacht van straalvinnige vissen uit de familie van grondels (Gobiidae). Het geslacht is voor het eerst wetenschappelijk beschreven in 1837 door Cuvier & Valenciennes.

## Soorten
- Oplopomus caninoides (Bleeker, 1852)
- Oplopomus oplopomus (Valenciennes, 1837)